# Homosexualidad y cristianismo
Entre las iglesias cristianas existe una gran diversidad de opiniones y doctrinas con relación a la orientación sexual y la homosexualidad. La mayoría de las denominaciones cristianas, y muy especialmente las que cuentan con más fieles, como la Iglesia católica y la Iglesia ortodoxa, rechazan de plano la práctica de relaciones homosexuales basándose en la tradición cristiana al respecto, como asimismo en la interpretación tradicional y literal de los textos del Antiguo Testamento y del Nuevo Testamento sobre el tema. Otras vertientes cristianas también rechazan cualquier aproximación no condenatoria al tema de la homosexualidad, entre ellas destaca la Iglesia de Jesucristo de los Santos de los Últimos Días y las  adheridas al movimiento del fundamentalismo cristiano. Por otra parte existen Iglesias, generalmente en el ámbito protestante, que o bien son tolerantes con la homosexualidad o en las que existe un vivo debate dentro de la denominación (la Iglesia anglicana y algunas Iglesias metodistas, bautistas y presbiterianas), o bien aceptan plenamente el hecho y la práctica homosexual e incluso bendicen uniones matrimoniales de este tipo (congregacionalistas y unitarios universalistas principalmente).  Las posiciones de las Iglesias evangélicas cubren una amplia gama, las principales son  conservadora fundamentalista o moderada, liberal y neutral.
Con todo, incluso al interior una denominación, individuos y grupos pueden tener puntos de vista diferentes, y no todos los miembros de una denominación apoyan necesariamente las opiniones de su iglesia sobre la homosexualidad. 

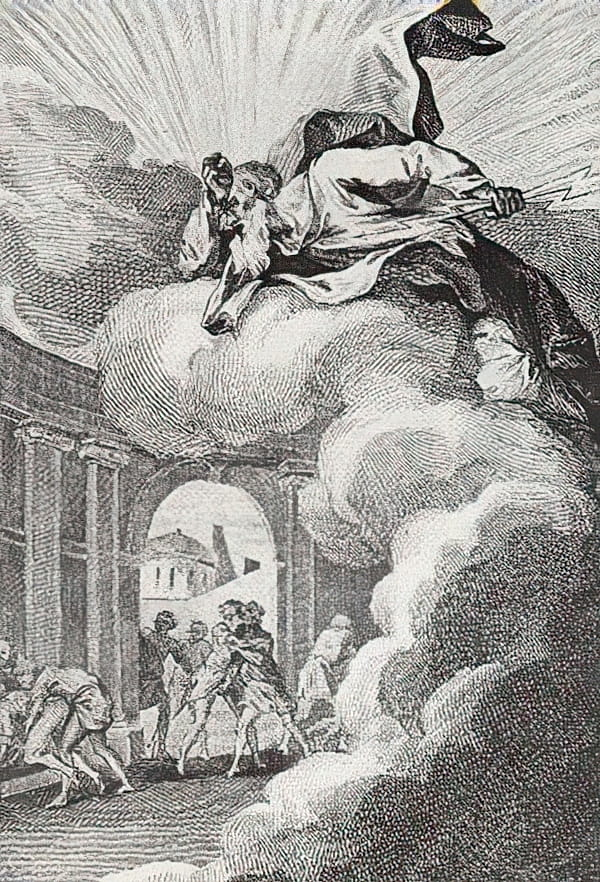
Habitantes de Sodoma padeciendo la ira divina. François Elluin (1781).

## Orígenes
La Biblia hebrea y sus interpretaciones tradicionales en el judaísmo y el cristianismo han afirmado y respaldado históricamente un enfoque patriarcal y heteronormativo hacia la sexualidad humana, siendo partidarias exclusivamente de relaciones sexuales vaginales penetrativas entre hombres y mujeres, por encima de todas las demás formas de actividad sexual humana, incluyendo el autoerotismo, la masturbación, el sexo oral, las relaciones sexuales no penetrativas y no heterosexuales (todas las cuales han recibido el nombre de "sodomía" en diversas ocasiones), creyendo y enseñando que tales comportamientos están prohibidos porque se consideran pecaminosos, y comparándolos además con el comportamiento de los supuestos residentes de Sodoma y Gomorra. Sin embargo, el estatus de las personas LGBT en el cristianismo primitivo es motivo de debate.
La historia de las perspectivas cristianas sobre la homosexualidad ha sido motivo de álgidos debates. Algunos autores sostienen que las primeras iglesias cristianas deploraban a las personas transgénero y las relaciones entre personas del mismo sexo, mientras que otros autores sostienen que las aceptaban al mismo nivel de sus homólogas heterosexuales. Estos desacuerdos tienen que ver, en algunos casos, con las traducciones de ciertos términos, o con el significado y contexto de algunos pasajes bíblicos.
Durante los siglos XX y XXI, el grado al cual la Biblia menciona el tema, si es condenado o no en ella, y si los distintos pasajes bíblicos relevantes aplican en la actualidad se han convertido en temas polémicos. Por ejemplo, ha surgido un importante debate sobre la interpretación adecuada del código levítico, la narración de Sodoma y Gomorra, y varios pasajes paulinos, y si estos versículos condenan las actividades sexuales entre personas del mismo sexo

### La homosexualidad en la Biblia
En la Biblia, la homosexualidad se aborda en ciertos pasajes:
Los capítulos 18 y 20 del Levítico contiene los siguientes versículos:

 No te acostarás con un hombre como si te acostaras con una mujer.” (Levítico 18:22)

Si alguien se acuesta con un hombre como si se acostara con una mujer, se condenará a muerte a los dos, y serán responsables de su propia muerte, pues cometieron un acto infame. (Levítico 20:13)

En la epístola a los romanos, 1:26-27, Pablo de Tarso escribe:

Por eso, Dios los ha abandonado a pasiones vergonzosas. Incluso sus mujeres han cambiado las relaciones naturales por las que van contra naturaleza; y, de la misma manera, los hombres han dejado sus relaciones naturales con la mujer y arden en malos deseos los unos por los otros. Hombres con hombres cometen actos vergonzosos y sufren en su propio cuerpo el castigo de su perversión.

## Interpretaciones de pasajes de la Biblia sobre la homosexualidad
Históricamente, según la Biblia, diferentes iglesias cristianas han visto la homosexualidad como un pecado contrario a la castidad, al igual que la fornicación. Al impedir la procreación, el primero de los fines de la unión conyugal y por tanto sexual, las prácticas homosexuales se opondrían así directamente a la acción creadora de Dios. Por otro lado, el tema de la homosexualidad se debate a menudo en las iglesias cristianas.

### Posiciones conservadoras
En la posición conservadurismo, la Biblia claramente ve la homosexualidad como un pecado en el Antiguo Testamento y Nuevo Testamento. Por tanto, el matrimonio sólo es posible entre un hombre y una mujer.

#### Posición fundamentalista
En la posición del  conservador  fundamentalista, los grupos más radicales tienen activistas religiosos involucrados en causas antihomosexualidad y declaraciones homofóbicas. Se anima a los homosexuales a volverse heterosexuales, especialmente después de la terapia de conversión, o dejar la Iglesia. La homosexualidad y los homosexuales serían, por tanto, una seria amenaza a la que luchar. Las organizaciones cristianas se han especializado en terapia de conversión, como Exodus Global Alliance.

#### Posición conservadora moderada
En la posición  conservadora  moderada, la homosexualidad es un pecado entre otros que deben ser rechazados, pero las personas homosexuales no deben ser juzgadas. Los cristianos también deben amar a las personas homosexuales.

### Posición liberal
Según la posición  liberal, las condenas de la homosexualidad en el Antiguo Testamento están en el registro de la ley, que ya no es válida para los cristianos. Así como la prohibición a los hebreos de comer con los egipcios. Las condenas de Pablo en el Nuevo Testamento son sobre pederastia (coito entre un adulto y un adolescente), comúnmente practicado en ese momento. Esto no se aplica a las relaciones románticas entre personas del mismo sexo. La base del matrimonio cristiano es permanecer en un pacto con su cónyuge. Por tanto, las personas del mismo sexo pueden casarse.

### Elección dejada a las iglesias locales
Según la posición neutral, cada iglesia local debe elegir su perspectiva sobre la homosexualidad y el matrimonio entre personas del mismo sexo.

## Postura de la Iglesia católica
Aunque dentro del catolicismo, existen colectivos y plataformas que defienden la igualdad de las prácticas homosexuales y heterosexuales a todos los niveles, como Somos Iglesia, o la plataforma Redes Cristianas, la postura oficial de la Santa Sede es la del rechazo de las prácticas homosexuales y la aceptación de gais y lesbianas siempre y cuando mantengan una conducta de total abstinencia, es decir, casta. En junio de 1994 la Comisión Permanente de la Conferencia Episcopal Española se manifestó contra una resolución del Parlamento Europeo sobre la igualdad de derechos de los homosexuales y lesbianas a través de una nota, Matrimonio, familia y uniones homosexuales, en la que se señala que «la inclinación homosexual, aunque no sea en sí misma pecaminosa, debe ser considerada como objetivamente desordenada, ya que es una tendencia, más o menos fuerte, hacia un comportamiento intrínsecamente malo desde el punto de vista moral» y que «no se puede legitimar el desorden moral», indicando que la tolerancia «no podrá extenderse a los comportamientos que atentan contra los derechos fundamentales de las personas», entre los que cuentan «los derechos de las familias y del matrimonio como institución».
En 2003 la Santa Sede emitió un documento oficial desde la Congregación para la Doctrina de la Fe bajo la dirección del cardenal Joseph Ratzinger y durante el pontificado del Papa Juan Pablo II demominado: "Consideraciones acerca de los proyectos de reconocimiento legal de las uniones entre personas homosexuales".

### Controversias
En 2006, la jerarquía católica mexicana buscaba realizar un "juicio de doctrina" al sacerdote Raúl Lugo Rodríguez por haber publicado un libro que cuestionaba la postura oficial de la Iglesia católica sobre la homosexualidad.

## Postura de las Iglesias protestantes

### Anglicanos y episcopalianos

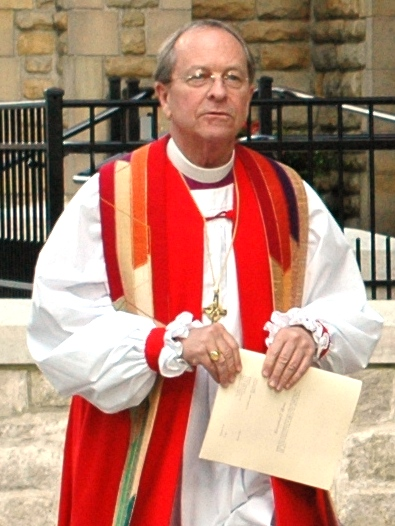
Gene Robinson, obispo anglicano de Nuevo Hampshire, en EE. UU., es homosexual.

En Estados Unidos, la Iglesia episcopal (parte integral de la Comunión anglicana) admite la homosexualidad desde la Convención General de 2003. El primer obispo homosexual anglicano/episcopal, Gene Robinson, fue confirmado para la sede de su iglesia en Nueva Hampshire en junio de 2005, lo que ocasionó amenazas de muerte y temores de cisma en algunas provincias de la Comunión Anglicana, de 77 millones de miembros, especialmente en las africanas, como la Provincia de la Iglesia Anglicana del Congo (a nivel global, se tiende a considerar que las iglesias africanas son más conservadoras). La diócesis de Nuevo Westminster de la Iglesia Anglicana del Canadá decidió bendecir los matrimonios entre personas del mismo sexo.

### Protestantes luteranos
Algunas iglesias nacionales protestantes de Europa, en especial la de países nórdicos, como la Iglesia de Escocia (presbiteriana), la Iglesia de Suecia (luterana) y la Iglesia de Noruega (luterana), además de otras menores como la Iglesia de los Remonstrantes de los Países Bajos, la Iglesia Unida de Cristo (estadounidense), la Iglesia evangélica española, la Iglesia Evangélica Reformada de Austria y la Iglesia de la Comunidad Libre en Singapur han permitido, sin darle lugar a ningún prejuicio o discriminación, la comunión de homosexuales.

### Cuáqueros y unitarios
La Asociación Unitaria Universalista, que representa a las congregaciones unitarias universalistas de Estados Unidos, así como la iglesia Unitaria Canadiense, aceptan sin limitaciones a las personas homosexuales. Regularmente se ofician matrimonios o uniones homosexuales (según la legislación vigente en cada estado). Además, gais, lesbianas y bisexuales pueden ser ordenados ministros y oficiar el culto en condiciones de plena igualdad. En Gran Bretaña, la tendencia entre los unitarios británicos es la de ir aceptando de forma creciente la celebración de uniones homosexuales. Otras iglesias Unitarias, como la de Transilvania, no se han manifestado oficialmente sobre esta cuestión y la dejan al criterio de cada congregación y ministro.
Por su parte, los cuáqueros manifiestan una gran diversidad de opiniones sobre la aceptación de la homosexualidad, desde su plena aceptación e integración (los más liberales) a los que consideran la homosexualidad como un pecado (los llamados "cuáqueros evangélicos" o conservadores). Los liberales son mayoritarios en países como Canadá, Australia y Nueva Zelanda, mientras que en Estados Unidos existe una gran división al respecto.

## Iglesias evangélicas
Las posiciones de las iglesias evangélicas son variadas, las principales son  conservadora fundamentalista o  moderada,  liberal y neutral.

### Posición conservadora

#### Posición fundamentalista
La posición fundamentalista es muy hostil para los homosexuales y está involucrada en causas antihomosexuales y declaraciones homofóbicas. La generalización y el uso de prejuicios para difundir el odio a las personas homosexuales son frecuentes. Los fundamentalistas también acusan periódicamente a los homosexuales de ser responsables de desastres naturales. 

##### Estados Unidos
Algunas iglesias evangélicas en los Estados Unidos tienen activistas antihomosexuales que acusan a las personas homosexuales de tener una agenda gay y de ser responsables de los problemas sociales.

##### Uganda
Algunas iglesias evangélicas en Uganda se oponen firmemente a la homosexualidad y los homosexuales. Han hecho campaña por leyes que penalizan la homosexualidad.

#### Posición moderada
La mayoría de las iglesias tienen una posición  conservadora  moderada. Aunque no aprueban las prácticas homosexuales, muestran simpatía y respeto por los homosexuales. Por lo tanto, las iglesias se ven a sí mismas como “acogedoras, pero no afirmadoras”. Esta expresión tiene su origen en el libro Welcoming but Not Affirming: An Evangelical Response to Homosexuality publicado en 1998 por el teólogo bautista estadounidense Stanley Grenz.

##### Organizaciones
La Alianza Evangélica Francesa, miembro de la Alianza Evangélica Europea y la Alianza Evangélica Mundial, adoptó el 12 de octubre de 2002, a través de su Consejo Nacional, un documento titulado "Foi, espérance et homosexualité" ("Fe, Esperanza" y homosexualidad "), en la que se condena la homofobia, el odio y el rechazo de los homosexuales, pero que niega las prácticas homosexuales y la membresía plena en la iglesia de homosexuales no arrepentidos y aquellos que aprueban estas prácticas. En 2015, el Conseil national des évangéliques de France (Consejo Nacional de Evangélicos de Francia) reafirmó su posición al oponerse al matrimonio de parejas del mismo sexo, sin rechazar a los homosexuales, pero que quería ofrecerles más que una bendición; un acompañamiento y una bienvenida.
El pastor evangélico francés Philippe Auzenet, capellán de la asociación Oser en parler, interviene regularmente sobre el tema en los medios de comunicación. Promueve el diálogo y el respeto, así como la sensibilización para comprender mejor a los homosexuales. También dijo en 2012 que Jesús iría a un bar gay, porque su objetivo era dar amor y salvación a todas las personas.

### Posición liberal

#### Internacional
Hay asociaciones evangélicas internacionales gay-friendly, como Association of Welcoming and Affirming Baptists y Afirming Pentecostal Church International.

#### Estados Unidos
Una encuesta de 2014 informó que el 43% de los cristianos estadounidenses evangélicos blancos entre las edades de 18 y 33 apoyaron el matrimonio entre personas del mismo sexo. Algunas iglesias evangélicas aceptan la homosexualidad y celebran bodas homosexuales. El cambio de creencias a favor del matrimonio homosexual en las iglesias evangélicas tiene ciertas consecuencias para ellas. Varias iglesias así recibió una excomunión de su denominación cristiana por no respetar la confesión de fe.  Otras iglesias se han enfrentado a salidas significativas de miembros de sus congregaciones, viendo disminuir sus recursos financieros.

### Posición neutra
Algunas asociaciones evangélicas han adoptado posiciones neutrales, dejando la opción a las iglesias locales de decidir por matrimonio igualitario.

### Posiciones de asociaciones

##### Anabaptismo
La mayoría de las asociaciones menonitas tienen una posición conservadora sobre la homosexualidad.
El Brethren Mennonite Council for LGBT Interests fue fundado en 1976 en los EE. UU. y tiene iglesias miembros de diferentes asociaciones en los EE. UU. y Canadá.
La Iglesia Menonita de Canadá deja la elección a cada iglesia para el matrimonio entre personas del mismo sexo.
La Iglesia Menonita de los Países Bajos y la Iglesia Menonita de EE. UU. permiten el matrimonio entre personas del mismo sexo.

##### Iglesia Bautista
La mayoría de las asociaciones bautistas de todo el mundo tienen una visión conservadora de la homosexualidad.
Algunas asociaciones bautistas en los Estados Unidos no tienen creencias oficiales sobre el matrimonio en una confesión de fe e invocan el congregacionalismo para dejar la elección a cada iglesia. Este es el caso de las Iglesias Bautistas Americanas EE. UU., la Convención Bautista Nacional Progresista, la Asociación Cooperativa Bautista y la Convención Bautista Nacional, EE. UU..
Algunas asociaciones bautistas apoyan el matrimonio entre personas del mismo sexo. La Alianza de Bautistas (EE. UU.),la Asociación Canadiense para las Libertades Bautistas,  la Alianza de Bautistas de Brasil, la Fraternidad de Iglesias Bautistas de Cuba, y la Asociación de Bautistas de Bienvenida y Afirmación (internacional).

##### Pentecostalismo
La mayoría de las asociaciones pentecostales adoptan una postura conservadora sobre la homosexualidad.
Varias asociaciones internacionales del movimiento Gay Apostolic Pentecostals fundado en los Estados Unidos permiten el matrimonio entre personas del mismo sexo.

## Postura de otras Iglesias
Los líderes de La Iglesia de Jesucristo de los Santos de los Últimos Días han reiterado que la práctica de la homosexualidad es un pecado, aunque establecen una distinción entre las inclinaciones y las conductas. Los sentimientos e inclinaciones homosexuales no son constitutivos de pecado, pero las prácticas y actos homosexuales sí .El jueves 4 de abril de 2015 la Iglesia de Jesucristo de los Santos de los Últimos Días anunció que abandonaría la política  que marcaba a los mormones LGBT+ como "apóstatas" y en 2019 revirtió la política, que prohibía los bautismos para los hijos de parejas igualitarias. Debido a que el propósito del matrimonio entre un hombre y una mujer es cumplir el mandamiento de Dios de multiplicarse en la Tierra, esto es, proporcionar cuerpos físicos para los espíritus que han aceptado la existencia terrenal como parte de su progreso hacia la eternidad, las relaciones homosexuales no cumplen ese fin y serían contrarias al Plan de Salvación. Se enseña que los homosexuales no deban casarse, a menos que "se hayan purificado de cualquier transgresión y muestren su capacidad para controlar estos sentimientos o inclinaciones y ponerlos a un lado, y sientan una gran atracción por una hija de Dios, y por consiguiente deseen contraer matrimonio y tener hijos y disfrutar las bendiciones de la eternidad." Se espera que todos aquellos que no pueden formar un matrimonio así constituido vivan en estado de celibato, y se enseña que los gais célibes puedan recibir todos los mismos bendiciones de los que casan. Aun así se permite a los gais acceder al sacerdocio, sean casados o célibes. Han publicado el librito Dios ama a sus hijos para apoyar a los miembros gais. El grupo "Evergreen International" es un grupo formado fuera de la iglesia para los miembros gais de todas partes del mundo.
Gordon B. Hinckley, uno de los presidentes de la Iglesia de Jesucristo de los Santos de los Últimos Días, hizo la siguiente declaración con respecto a la homosexualidad:

"La gente nos pregunta acerca de nuestra posición con respecto a aquellos que se consideran 'gays' o lesbianas. Mi respuesta es que los amamos como hijos e hijas de Dios; aunque  pueden tener ciertas inclinaciones que son poderosas y que pueden ser difíciles de dominar. La mayoría de la gente tiene inclinaciones de una u otra clase en diferentes épocas. Si ellos no actúan de conformidad con esas inclinaciones, entonces pueden seguir adelante como todos los demás miembros de la Iglesia. No es en sí el hecho de tener la condición de homosexual lo medularmente importante, son las prácticas generadas y/o asociadas a esta conducta lo que constituye pecado a los ojos de Dios, en cuanto a la Ley de Castidad. Si violan la ley de castidad y las normas morales de la Iglesia, entonces están sujetos a la disciplina de la Iglesia, tal como los demás. Deseamos ayudar a esas personas, fortalecerlas, auxiliarlas en sus problemas y socorrerlas en sus dificultades; pero no podemos quedarnos sin hacer nada si se entregan a actividades inmorales, si intentan sustentar, por ejemplo, defender y vivir lo que llaman el matrimonio de personas del mismo sexo. Permitir semejante cosa sería restarle importancia tanto a la sumamente seria y sagrada base del matrimonio autorizado por Dios como al propósito mismo de éste que es el de tener hijos."
Gordon B. Hinckley 

Un movimientodentro de la tradición mormona es el de la Iglesia de Jesucristo de la Restauración, fundada en 1985 y formada mayoritariamente por mormones gais, lesbianas y transexuales que disienten de la línea oficial de la Iglesia mayoritaria. La I.J.R. afirma ser una Iglesia guiada por inspiración, y tiene sus propios Profetas y Apóstoles cuyo ministerio es el "pueblo" con sexualidad diversa. Aceptan la mayoría de escritos canónicos del mormonismo, como El Libro de Mormón, Doctrina y convenios y La Perla de Gran Precio, a los que añaden una compilación de las supuestas revelaciones recibidas por los líderes de la I.J.R. con el título de Tesoros escondidos y promesas. Fue fundada en Los Ángeles y su actual sede se encuentra en Salt Lake City. Todo miembro de esta Iglesia es considerado en igualdad de condiciones sin discriminación de género u orientación sexual, y las mujeres pueden ser ordenadas al sacerdocio.
Por su parte los Testigos de Jehová también consideran que la práctica de la homosexualidad es un pecado, según su interpretación del Levítico (20:13) y la primera epístola a los corintios (6:9,10).

## Perspectivas favorables

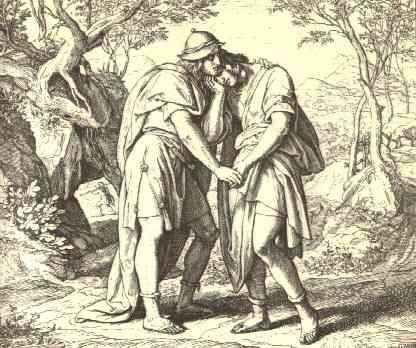
"Jonatán despide amorosamente a David" por Julius Schnorr von Karolsfeld.

En el siglo XX, teólogos como Jürgen Moltmann, Hans Küng, John Robinson, David Jenkins, Don Cupitt, Jack Spong y Matthew Vines desafiaron a posiciones y entendimientos teológicos tradicionales de la Biblia. Siguiendo esos desarrollos, algunos han sugerido que pasajes de la Biblia han sido mal traducidos o que no se refieren a lo que nosotros entendemos en la actualidad como «homosexualidad». Clay Witt, un ministro de la Iglesia de la Comunidad Metropolitana, explica cómo teólogos y comentaristas como John Shelby Spong, George Edwards o Michael England han sugerido que los mandatos contra ciertos actos sexuales fueron creados originalmente con la intención de ser un medio para distinguir la adoración religiosa de la fe abrahámica de las de las religiones paganas de los alrededores, en las que los actos homosexuales aparecían como parte de prácticas religiosas idólatras: «England argumenta que esas prohibiciones deberían ser vistas como una prohibición a las prácticas sexuales del culto de adoración de la fertilidad. Al igual que con la anterior referencia de Strong, señala que la palabra "abominación" utilizada aquí está directamente relacionada con la idolatría y prácticas idólatras en todo el Testamento hebreo. Edwards hace una sugerencia similar, observando que el contexto de las dos prohibiciones en Levítico 18:22 y Levítico 20:13 sugieren que a lo que se oponen no es a la actividad sexual con alguien del mismo sexo fuera del culto, como en el sentido secular moderno, sino dentro del culto identificado como canaanita».
En 1986, el Caucus de Mujeres Evangélicas y Ecuménicas (EEWC), entonces conocido como Caucus Internacional de la Mujer Evangélica (EWCI), aprobó una resolución declarando: «En tanto las personas homosexuales son hijas de Dios, y por el mandato bíblico de Jesucristo respecto a que todos somos creados iguales ante los ojos de Dios, y en reconocimiento de la presencia de la minoría de lesbianas en EWCI, la EWCI toma una posición firme a favor de los derechos civiles protección de las personas homosexuales.»
Algunos cristianos creen que pasajes bíblicos han sido malinterpretados o que esos pasajes no se refieren a la orientación LGBT como se entiende actualmente. Académicos cristianos liberales, así como académicos cristianos conservadores, aceptan versiones más tempranas de los textos que componen la Biblia en hebreo y griego. Sin embargo, dentro de esos textos tempranos, hay varios términos que los académicos modernos han interpretado diferentemente en comparación con generaciones anteriores de académicos. Existen preocupaciones respecto a errores en la copia, falsificación y prejuicios entre los traductores de las versiones posteriores de la Biblia. Consideran que algunos versículos, tales como los que apoyan a la esclavitud o el trato inferior a las mujeres no son válidos en el presente, y están en contra de la voluntad de Dios presente en el contexto de la Biblia. Citan estos problemas a la hora de argumentar a favor de un cambio en las perspectivas teológicas sobre las relaciones sexuales, respecto a lo que afirman es una perspectiva antigua. Señalan diferencias entre diversas prácticas sexuales, tratando a la violación, la prostitución, o los rituales sexuales en los templos como prácticas inmorales, y a aquellas que ocurren dentro de relaciones comprometidas como positivas, independientemente de la orientación sexual. Ven a ciertos versículos, que según ellos se refieren solo a la violación homosexual, como versículos irrelevantes respecto al asunto de las relaciones homosexuales consensuadas.
El académico de la Universidad de Yale John Boswell ha argumentado que un número de cristianos tempranos sostenían relaciones homosexuales, y que ciertas figuras bíblicas tuvieron relaciones homosexuales, tales como Rut y su suegra Naomi, Daniel y el oficial de la corte Aspenaz, David y el hijo del Rey Saúl, Jonatán. Boswell también argumentó que la adelfopoiesis, un rito para unir dos hombres, era similar a una unión entre personas del mismo sexo religiosamente sancionada. Después de haberse participado en este rito, una persona tenía prohibido el matrimonio así como el tomar votos monásticos, y que la coreografía de la ceremonia misma tenía rasgos paralelos muy cercanos a los del rito del matrimonio. Su perspectiva no ha tenido gran aceptación y opositores declaran que este rito santifica una unión de hermandad platónica, no una unión homosexual. Boswell también argumenta que la condena a la homosexualidad empezó solamente en el siglo XII.
Desmond Tutu, el antiguo arzobispo anglicano de la Ciudad de El Cabo y ganador del Premio Nobel de la Paz, ha descrito la homofobia como un «crimen contra la humanidad» y que «es muy injusto» como el apartheid: «Luchamos contra el apartheid en Sudáfrica, con el apoyo de la gente de todo el mundo, porque la gente negra se culpaba y nos hicieron sufrir por algo que podríamos hacer nada ; nuestras propias pieles. Es lo mismo con la orientación sexual. Es un hecho... Tratamos a los gays y lesbianas como parias y los empujamos fuera de nuestras comunidades. Hacemos que ellos duden de que ellos también son hijos de Dios - y esto debe ser casi la última blasfemia. Nosotros les echamos la culpa por lo que son».
El líder cristiano moderno gay Justin R. Cannon promociona lo que llama «Ortodoxia Inclusiva» (no debe ser confundida con Iglesia católica apostólica ortodoxa). Él explica en su página de ministro: «La Ortodoxia Inclusiva es la creencia de que la Iglesia puede y debe ser inclusiva con los individuos LGBT sin sacrificar el Evangelio y las enseñanzas apostólicas de la fe cristiana.» El ministerio de Cannon toma un acercamiento único bastante distinto de los cristianos liberales modernos, que aún apoya las relaciones homosexuales. Su ministerio afirma la interpretación divina de la Biblia, la autoridad de la Tradición, y dice: «que hay un lugar dentro de la vida plena y el ministerio de la Iglesia Cristiana para las lesbianas, gais, bisexuales y los transgéneros cristianos, tanto los que son llamados al celibato permanente y aquellos que están unidos.»

## Movimiento de gais cristianos pro-celibato
También hay un movimiento de personas que se consideran "gay cristianos", pero que eligen el celibato. Compuesto principalmente por jóvenes, el movimiento se posiciona en contra de los liberales y conservadores. Reconociéndose a sí mismos como homosexuales o bisexuales, ellos creen que su atracción por las personas del mismo sexo, si bien presente, no les permite tener relaciones homosexuales. Afirman que su conversión cristiana no cambió instantáneamente sus deseos sexuales. Insisten en que la iglesia siempre debería rechazar las prácticas homosexuales, pero que debería recibir y aceptar a los homosexuales.

## Movimiento ex-gay
Varias organizaciones cristianas han estado involucradas en el movimiento ex-gay. Love in Action, fundada en 1973, fue la primera en Estados Unidos. En 1976, sus miembros fundaron Exodus International, una organización cristiana (más específicamente  Protestante y  Evangélica) en Estados Unidos y en varios países del mundo. La organización católica Courage International fue fundada en 1980.
Terapias de conversión para personas que desean cambiar de orientación sexual se ha asociado con el movimiento.
Algunas personas dicen que ya no son homosexuales desde que se hicieron cristianos, sin ir a terapia de reorientación sexual. Destacan la importancia del amor por las personas homosexuales, pero creen que tienen derecho a compartir sus historias de ex-homosexuales.

## Críticas
En 2005, el pastor bautista estadounidense Al Sharpton criticó a las megaiglesias por centrarse en la "moral del dormitorio", declaraciones en contra del matrimonio entre personas del mismo sexo y aborto, al ignorar cuestiones de justicia social, como la inmoralidad de la guerra y la erosión de acción afirmativa.
En 2015, el teólogo estadounidense L. Gregory Jones criticó a algunas iglesias cristianas por su falta de esfuerzo para interesar a los jóvenes en la fe cristiana de manera significativa, mientras ponía mucha energía en hablar negativamente sobre la homosexualidad, aburriendo aún más a los jóvenes que quieren trabajar con todo el mundo.